# Август Леш
Август Леш (Еринген, 15. октобар 1906 — Рацебург, 30. мај 1945), био је немачки економиста и географ, који се бавио проучавањем урбане економије и регионалних наука.

## Биографија
Родио се у месту Еринген 1906. године, у тадашњем Немачком царству. Током детињства живео је и завршио гимназију у Хајденхајму, а студирао је на универзитетима у Тибингену, Фрајбургу и Килу. Звање доктора наука стекао је 1933. године у Бону. Захваљујући вредном раду добио је Рокфелерову стипендију и своја истраживања је наставио у САД. Бавио се проучавањем економске демографије, нарочито територијалним распоредом производње и организацијом.
Леш се отворено противио тадашњој политици Адолфа Хитлера, а 1939. године упркос томе вратио се у Немачку и започео рад на „Килском институт за светску економију“. Следеће године објавио је своје најзначајније дело — Просторна организација привреде (нем. Die räumliche Ordnung der Wirtschaft). Услед одбијања да се придружи НСНРП Адолфа Хитлера, његов научни рад је омаловажаван, цензурисан и оспорен. Током 1944. године Леш напушта Кил и одлази у град Рацебург. Његово здравствено стање се временом погоршало, тако да умире од шарлаха наредне године.

## Научни допринос
Леш се бавио проучавањем односа производње, локације и трошкова. Уочио је да Теорија централног места Валтера Кристалера има одређене недостатке, па је начинио неколико измена. Кристалер је своју теорију засновао искључиво на локацији, док је Леш већи значај дао смањењу трошкова и повећању профита. Нагласио је да циљ сваког рационалног предузетника мора бити локализација индустрије у којој је профит максималан. Дакле, оптимална локација је одређена максимумом бруто дохотка или максимумом разлика између минималне цене и максималног прихода.
Ако укључимо и транспортне трошкове у цену, онда се са удаљеношћу повећава тржишна цена, а смањује потрошња производа. Око фабрике се формира кружни тржишни простор, који је дефинисан границама потрошње. Уколико у близини постоји и конкуренција онда се тај простор из круга трансформише у хексагон (шестоугаоник). У том случају важна су два услова — производња је фокусирана у центру хексагона и трошкови транспорта су једнаки у свим правцима. Леш издваја три типа хексагоналних облика тржишта, а у сваком је произвођач у центру:
- а) потрошни центри су лоцирани у угловима хексагона - производни центар опслужује самог себе и по трећину од свих шест центара (све укупно три)
- б) потрошни центри лоцирани су на средини страница хексагона - производни центар опслужује самог себе и половину сваког (све укупно четири)
- в) потрошни центри слободно су лоцирани унутар и ван хексагона - производни центар има монопол снабдевања над свих седам.

У Лешовој теорији занемарује се утицај било којих других географских фактора попут рељефа, ресурса, становништва и др, већ се креће од идеализоване територије назване изотропна површина.
У новије време и Лешова и Кристалерова верзија теорије има значајан утицај на локацију села и градова у Енглеској, Аљаска и Канади.

## Признања
Као признање за велики допринос регионалној науци и урбаној економији, град Хајденхајм и Асоцијација „Август Леш“, у спомен на А. Леша од 1972. године додељују награду „Август Леш“ намењену појединцима. Награђени су се истакли у значајном академском истраживању на пољу регионалне науке.